# کنزینگتون غربی
کنزینگتون غربی (به انگلیسی: West Kensington) یک ناحیه در اندن است که در منطقه سلطنتی کنزینگتون و چلسی واقع شده‌است.